# Landschaftsschutzgebiet westlich Priorei

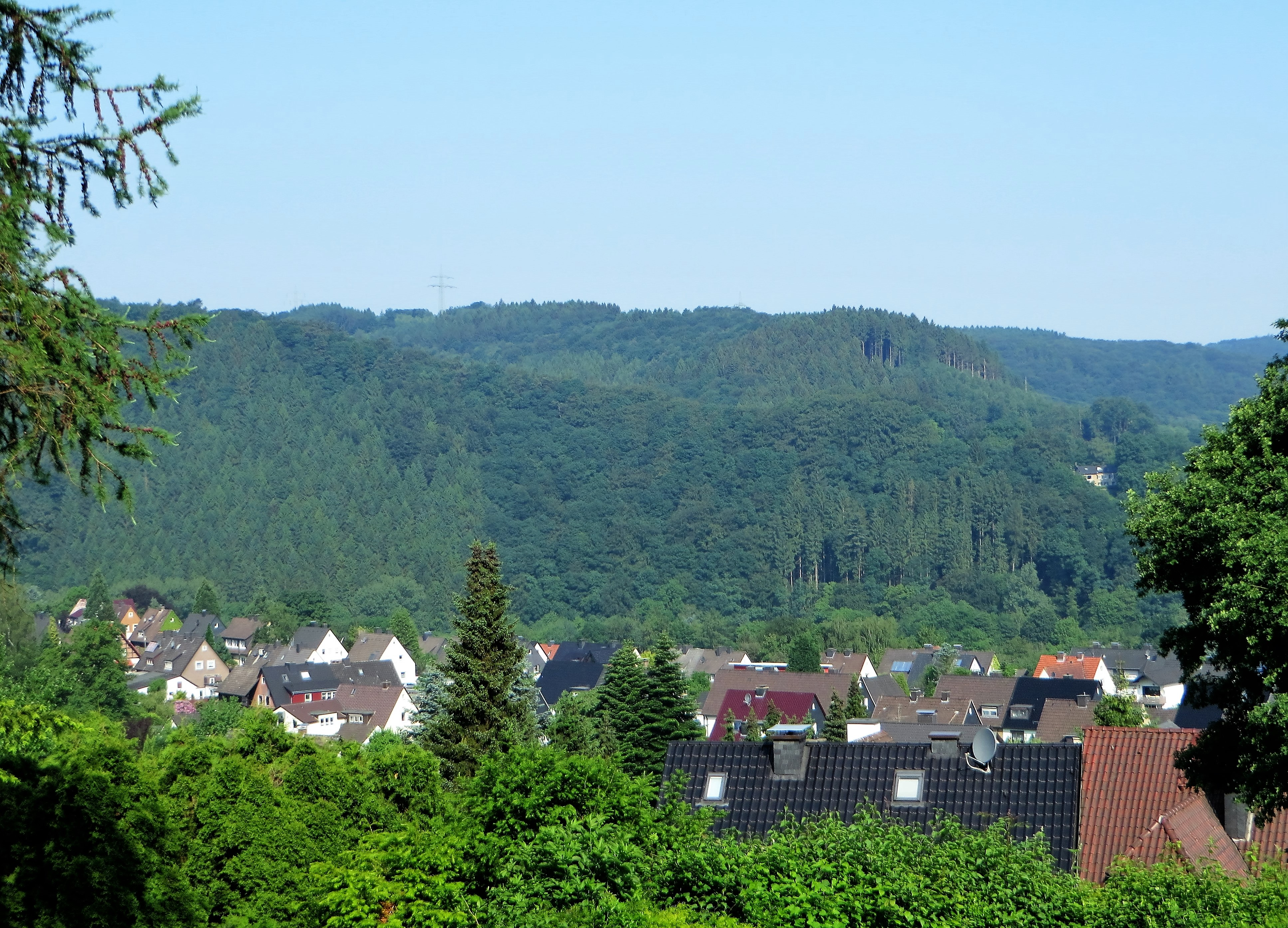
Landschaftsschutzgebiet westlich Priorei im Hintergrund

Das Landschaftsschutzgebiet westlich Priorei mit einer Flächengröße von 860,19 ha befindet sich auf dem Gebiet der kreisfreien Stadt Hagen in Nordrhein-Westfalen. Das Landschaftsschutzgebiet (LSG) wurde 1994 mit dem Landschaftsplan der Stadt Hagen vom Stadtrat von Hagen ausgewiesen.

## Beschreibung
Im Westen und Süden grenzt das Landschaftsschutzgebiet Breckerfeld im Stadtgebiet von Breckerfeld an. Im Norden liegt das Landschaftsschutzgebiet Eilper Berg/Langenberg. Im Osten liegt  das Landschaftsschutzgebiet Brantenberg, Stapelberg und das Landschaftsschutzgebiet Muhlerohl. An der östlichen Grenze verläuft auch die B 54.
Im LSG liegen hauptsächlich Waldbereiche mit zahlreichen Quellen und Bachläufen sowie um die landwirtschaftlich genutzten Flächen bei Kalthausen.

## Schutzzweck
Laut Landschaftsplan erfolgte die Ausweisung „zur Erhaltung und Wiederherstellung der Leistungsfähigkeit des Naturhaushaltes, insbesondere durch Sicherung eines überwiegend zusammenhängenden Waldgebietes mit stadtklimatisch wichtiger Ausgleichsfunktion,  wegen der Vielfalt, Eigenart und Schönheit des Landschaftsbildes, der naturnah entwickelten Waldgebiete mit ausgeprägten Waldrändern und wegen der besonderen Bedeutung des Waldgebietes und der Hochflächen für die auf Naturerlebnis ausgerichtete Erholungsnutzung“.

## Besondere Verbote im LSG
Neben den in Landschaftsschutzgebieten in Hagen üblichen Verboten sind für das LSG besondere Verbote erlassen worden. Es ist im LSG verboten im Gebiet zusätzliche Entwässerungsmaßnahmen vorzunehmen und die Umwandlung von Grünlandflächen.